# Team Gerolsteiner/2005
Deze pagina geeft een overzicht van de Duitse wielerploeg Team Gerolsteiner in 2005.
| Naam              | Geboortedatum | Nationaliteit    | Ploeg 2004 |
| ----------------- | ------------- | ---------------- | ---------- |
| Robert Förster    | 27-01-1978    | Duitsland        |            |
| Markus Fothen     | 09-09-1981    | Duitsland        |            |
| René Haselbacher  | 15-09-1977    | Oostenrijk       |            |
| Heinrich Haussler | 25-02-1984    | Duitsland        | espoirs    |
| Frank Høj         | 04-01-1973    | Denemarken       | Team CSC   |
| Danilo Hondo*     | 04-01-1974    | Duitsland        |            |
| Sven Krauss       | 06-01-1983    | Duitsland        |            |
| Sebastian Lang    | 15-09-1979    | Duitsland        |            |
| Levi Leipheimer   | 24-10-1973    | Verenigde Staten | Rabobank   |
| Andrea Moletta    | 23-02-1979    | Italië           | Barloworld |
| Sven Montgomery   | 10-05-1976    | Zwitserland      |            |
| Volker Ordowski   | 09-11-1973    | Duitsland        |            |
| Uwe Peschel       | 04-11-1968    | Duitsland        |            |
| Davide Rebellin   | 09-08-1971    | Italië           |            |
| Michael Rich      | 23-09-1969    | Duitsland        |            |
| Matthias Russ     | 14-11-1983    | Duitsland        | espoirs    |
| Torsten Schmidt   | 18-02-1972    | Duitsland        |            |
| Ronny Scholz      | 24-04-1978    | Duitsland        |            |
| Marco Serpellini  | 14-08-1972    | Italië           |            |
| Marcel Strauss    | 15-08-1976    | Zwitserland      |            |
| Georg Totschnig   | 25-05-1971    | Oostenrijk       |            |
| Fabian Wegmann    | 20-06-1980    | Duitsland        |            |
| Peter Wrolich     | 30-05-1974    | Oostenrijk       |            |
| Beat Zberg        | 10-05-1971    | Zwitserland      |            |
| Markus Zberg      | 27-06-1974    | Zwitserland      |            |
| Thomas Ziegler    | 24-11-1980    | Duitsland        |            |

Danilo Hondo werd tijdens het voorjaar ontslagen na betrapt te zijn op het gebruik van doping in de Ronde van Murcia

## Teams

### 09.02.2005–13.02.2005:Ronde van de Middellandse Zee
41. Davide Rebellin
42. Robert Förster
43. Danilo Hondo
44. Andrea Moletta
45. Volker Ordowski
46. Marco Serpellini
47. Sven Krauss
48. Matthias Russ

### 20.04.2005:Waalse Pijl
1. Davide Rebellin
2. Marcus Fothen
3. Andrea Moletta
4. Ronny Scholz
5. Marco Serpellini
6. Fabian Wegmann
7. Beat Zberg
8. Markus Zberg

### 02.07.2005–24.07.2005:Ronde van Frankrijk
161. Georg Totschnig
162. Robert Förster
163. Sebastian Lang
164. Levi Leipheimer
165. Michael Rich
166. Ronny Scholz
167. Fabian Wegmann
168. Peter Wrolich
169. Beat Zberg
1998 · 1999 · 2000 · 2001 · 2002 · 2003 · 2004 · 2005 · 2006 · 2007 · 2008
Bouygues Télécom · Cofidis, Le Crédit par Téléphone · Crédit Agricole · Team CSC · Davitamon - Lotto · Discovery Channel Pro Cycling Team · Domina Vacanze · Euskaltel - Euskadi · Fassa Bortolo · La Française des Jeux · Team Gerolsteiner · Illes Balears - Caisse D'Espargne · Lampre - Caffita · Liberty Seguros - Würth Team · Liquigas - Bianchi · Phonak Hearing Systems · Quick Step - Innergetic · Rabobank · Saunier Duval - Prodir · T-Mobile Team